# Austropaxillus statuum
Austropaxillus statuum är en svampart som först beskrevs av Speg., och fick sitt nu gällande namn av Bresinsky & Jarosch 1999. Austropaxillus statuum ingår i släktet Austropaxillus och familjen Serpulaceae.   Inga underarter finns listade i Catalogue of Life.